# Dirk Van Saene
Dirk Van Saene (Bélgica, 1 de marzo de 1959) es un diseñador de moda flamenco. Van Saene acabó sus estudios en 1981 en La Academia Real de Bellas Artes de Amberes, departamento “Fashion Design” y pertenece al famoso grupo de diseñadores de moda flamencos, llamado “los Seis de Amberes”. Inmediatamente después, abrió en Amberes una boutique con sus propios diseños, llamada Beauties & Heroes. En 1990 exhibió por primera vez sus colecciones en París. En 2001 fue tutor de la exposición sobre Coco Chanel en el marco de Mode 2001, titulado “Landed-Gelanded”. Durante el mismo año fue redactor en jefe de la revista de modas belga “Nr. A”. Actualmente da clase en la Academia Real de Bellas Artes de Amberes, donde él y su pareja, que fue también su compañero de estudios, Walter Van Beirendonck tienen una tienda, llamada “Walter”.[cita requerida]

## Estilo
Se dice que, de “los Seis de Amberes”, Van Saene es el diseñador que menos llama la atención y es considerado como “el poeta” porque es una persona retraída, trabajadora y muy talentosa. Como sus colecciones son bastantes caprichosas y sofisticadas, su compañía siempre ha sido bastante pequeña, con una producción limitada, distribuida por un número limitado de tiendas por el mundo entero. Lo que le caracteriza es su amor a las modas y su capacidad profesional, que le permiten inventar diseños ingeniosos. 

Los intereses de Dirk Van Saene no se limitan a la moda; se dedica también a la pintura y muchas de sus pinturas ya han servido de impresiones para su ropa. Para la colección “Ceramics”, el artista colaboró con varios profesionales europeos para producir una línea de obras que no sólo abarcan cerámicas, sino también esculturas en madera y en cristal, lo todo integrado en un gesamstkunstwerk (un conjunto ideal de todas las artes).

## Logros
- 1990 exhibe por primera vez en París
- 2001 tutor de la exposición sobre Coco Chanel
- 2001 redactor en jefe de la revista de modas "Nr. A"
- 2009 elabora la colección "Ceramics"